# Astropecten siderialis
Astropecten siderialis är en sjöstjärneart som beskrevs av Addison Emery Verrill 1914. Astropecten siderialis ingår i släktet Astropecten och familjen kamsjöstjärnor. Inga underarter finns listade i Catalogue of Life.